# ГЕС Вухред
ГЕС Вухред — гідроелектростанція у Словенії. Знаходячись між ГЕС Вузениця (вище по течії) та ГЕС Озбалт, входить до складу каскаду на річці Драва, великій правій притоці Дунаю.
У межах проєкту річку перекрили бетонною греблею висотою 33 метри та довжиною 167 метрів, яка потребувала 86 тис. м3 матеріалу. Вона утримує витягнуте по долині Драви на 13,1 км водосховище з площею поверхні 2,5 км2 та об'ємом 10,3 млн м3 (корисний об'єм 2,2 млн м3).
Особливістю гідроелектростанції є розміщення трьох її гідроагрегатів у пірсах греблі. Тут змонтовані турбіни типу Каплан потужністю по 24,1 МВт, які використовують напір у 17,4 метра та забезпечують виробництво 297 млн кВт·год електроенергії на рік.
Видача продукції відбувається по ЛЕП, розрахованій на роботу під напругою 110 кВ.